# Калабрито (Авелино)
Калабрито (итал. Calabritto) је насеље у Италији у округу Авелино, региону Кампанија.
Према процени из 2011. у насељу је живело 1688 становника. Насеље се налази на надморској висини од 450 м.

## Становништво
| 1931. | 1936. | 1951. | 1961. | 1971. | 1981. | 1991. | 2001. | 2011. |
| ----- | ----- | ----- | ----- | ----- | ----- | ----- | ----- | ----- |
| 4.122 | 4.229 | 4.525 | 4.235 | 3.495 | 3.004 | 3.114 | 2.869 | 2.509 |